# Henrik Jordahl
Henrik Jordahl, född 22 augusti 1971 i Piteå, är professor i nationalekonom vid Örebro universitet och även verksam vid Institutet för Näringslivsforskning (IFN, tidigare Industriens Utredningsinstitut). Han disputerade 2002 i nationalekonomi vid Uppsala universitet  med avhandlingen Essays on voting behavior, labor market policy and taxation. Han blev docent vid Uppsala universitet 2008 och är sedan 2019 professor vid Örebro universitet. Jordahl invaldes 2015 till ledamot av Kungliga Ingenjörsvetenskapsakademien.
Jordahl forskar huvudsakligen kring frågor som väljarbeteende, tillit och institutioner. Forskningen är i huvudsak empirisk och han har publicerat i flera ansedda vetenskapliga tidskrifter, bland annat Journal of Public Economics, Public Choice, European Journal of Political Economy och European Economic Review.